# Alice Miller
Alice Miller (ur. 12 stycznia 1923 w Piotrkowie Trybunalskim, zm. 14 kwietnia 2010 w Saint-Rémy-de-Provence) – polsko-szwajcarska psycholożka, psychoterapeutka i filozofka pochodzenia żydowskiego. Autorka wielu książek o tematyce z zakresu psychologii dziecięcej.
Autorka bestsellerowej książki Dramat udanego dziecka wydanej w 1979.

## Życiorys
Urodziła się 12 stycznia 1923 w Piotrkowie Trybunalskim jako Alicja Englard, w rodzinie żydowskiej. Była najstarszą córką Gutty i Meylecha Englardów. Miała też młodszą o pięć lat siostrę Irenę. W latach 1931–1933 rodzina przeniosła się do Berlina, gdzie dziewięcioletnia Alicja uczyła się języka niemieckiego. W związku z dojściem do władzy w Niemczech narodowych socjalistów w 1933, rodzina Englardów wróciła do Piotrkowa Trybunalskiego. Jako młoda kobieta Miller zdołała uciec z żydowskiego getta w Piotrkowie Trybunalskim. Później udało jej się przemycić matkę i siostrę z getta. W 1941 jej ojciec zginął w getcie. II wojnę światową przeżyła w Warszawie pod przybranym nazwiskiem Alicja Rostowska. W 1942 roku, mając 19 lat, rozpoczęła studia z zakresu historii literatury i filozofii na Tajnym Uniwersytecie Warszawskim. Podczas tychże studiów uczęszczała na ćwiczenia i wykłady Władysława Witwickiego, Władysława Tatarkiewicza, Józefa Chałasińskiego, Tadeusza Kotarbińskiego i jego byłej studentki, a później żony Diny Sztejnbarg (pseudonim: Janina Kamińska).
W 1946 wyemigrowała do Szwajcarii, gdzie zdobyła stypendium umożliwiające studia na Uniwersytecie w Bazylei. Zachowała swoje przybrane imię Alice Rostovska. W 1949 poślubiła szwajcarskiego socjologa Andreasa Millera, również pochodzącego z Polski. Para rozwiodła się w 1973 roku. Mieli dwoje dzieci: syna Martina (ur. 1950) i córkę Julikę (ur. 1956). 
W 1953 uzyskała doktorat z filozofii, psychologii i socjologii. W latach 1953–1960 Miller studiowała psychoanalizę, którą później praktykowała w latach 1960–1980 w Zurychu.
W 1979 wydała książkę Dramat udanego dziecka. Dzięki niej w wielu krajach udało się wprowadzić zakaz stosowania kar cielesnych wobec dzieci.
W 1980 po 20 latach swojej pracy jako psychoanalityk i trener analityków, Miller podjęła decyzję o zaprzestaniu psychoanalizy i skupieniu się na systematycznym badaniu dzieciństwa. Stała się wówczas krytyczna zarówno wobec prac Sigmunda Freuda, jak i Carla Gustava Junga. Jej pierwsze trzy książki powstały z badań, które podjęła w odpowiedzi na to, co uważała za główne słabe punkty w dziedzinie psychoanalitycznej. Do czasu opublikowania swojej czwartej książki, nie wierzyła już, że psychoanaliza jest realna pod jakimkolwiek względem. W 1985 opuściła Szwajcarię i przeniosła się do Saint-Rémy-de-Provence w południowej Francji.
Alice Miller zmarła 14 kwietnia 2010 wieku 87 lat w swoim domu w Saint-Rémy-de-Provence. Popełniła samobójstwo niedługo po zdiagnozowaniu u niej zaawansowanego raka trzustki.

## Książki wydane po polsku
- Bunt ciała, przekład Anna Gierlińska, wyd. Media Rodzina 2006, ISBN 83-7278-142-7.
- Dramat udanego dziecka, przekład Natasza Szymańska po osobistej adjustacji autorki, wyd. Jacek Santorski & CO Warszawa 1995, ISBN 83-85386-61-0.
- Dramat udanego dziecka, przekład Natasza Szymańska, wyd. Media Rodzina 2007, ISBN 978-83-7278-236-6.
- Gdy runą mury milczenia (wcześniejszy tytuł: Mury milczenia), wyd. Media Rodzina 2006, ISBN 978-83-7278-143-7.
- Pamięć Wyzwolona, przekład Jadwiga Hockuba, wyd. Jacek Santorski & CO Warszawa 1995, ISBN 83-85386-59-9.
- Ścieżki życia, wyd. Media Rodzina 2000, ISBN 83-7278-008-0.
- Zniewolone dzieciństwo. Ukryte źródła tyranii, wyd. Media Rodzina 2000, ISBN 83-85594-83-3.